# فطريات طحلبية

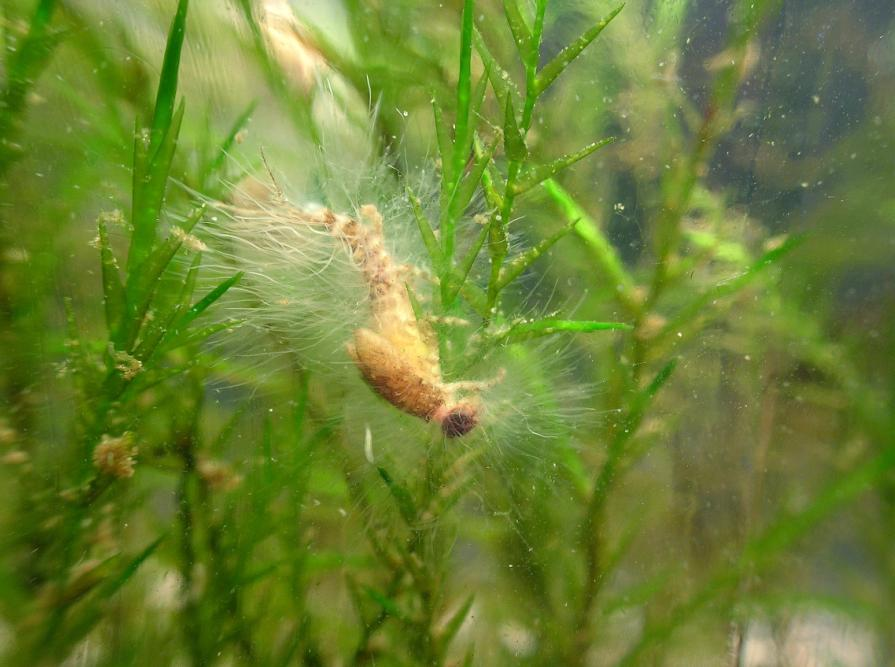

فطريات طحلبية (الاسم العلمي: Phycomycetes) هي تصنيف، لم يعد مستعملاً، لبعض أنواع الفطريات ذات خيط فطري لامحوجز أو عديم الحواجز.
هذه الفطريات تصنف الآن تحت الفطريات الاقترانية.